# 栃木県道187号物井寺内線
栃木県道187号物井寺内線（とちぎけんどう187ごうものいてらうちせん）は、栃木県真岡市を通る一般県道である。

## 概要
- 距離:約4.3km
- 起点:栃木県真岡市物井（茨城県道・栃木県道45号つくば真岡線交点）
- 終点:栃木県真岡市寺内（国道294号交点）

## 特徴
沿線は主に田畑が広がる地域であり、途中で五行川を渡る。近年まで特に五行川以東の区間は幅が非常に狭く自動車がすれ違うことが不可能であったり、角が多く走り辛い路線であったが、旧・二宮町内の農地整理が進んだことにより改築され、大部分は幅も広くなった。しかし、終点付近の真岡市横田・寺内地区には旧来の集落を抜ける隘路が残っている。この区間をバイパスし国道408号鬼怒テクノ通りに直結する新線を建設する計画がある。

## 沿線施設
- 真岡鐵道真岡線寺内駅